# Krommingsmiddelpunt
Een krommingsmiddelpunt is een begrip uit de differentiaalmeetkunde. Het krommingsmiddelpunt van een kromme in een gegeven punt op die kromme, is het middelpunt van de cirkel die, in de buurt van het gegeven punt, de kromme het best benadert. Deze nieuw gedefinieerde cirkel wordt de osculatiecirkel genoemd. De kromme en de osculerende cirkel ervan in een punt op de kromme vallen in het betreffende punt samen, maar ook de eerste en de tweede afgeleide van de kromme en de osculerende cirkel zijn in het punt hetzelfde. Kromme en osculerende cirkel hebben in dat punt dus dezelfde raaklijn.
De meetkundige plaats van alle krommingsmiddelpunten van een gegeven kromme is de evolute van die kromme.

## Definitie
Zij {\displaystyle \mathbf {k} } een differentieerbare kromme in de {\displaystyle n}-dimensionale euclidische ruimte, geparametriseerd door:
{\displaystyle \mathbf {k} \colon (a,b)\to \mathbb {R} ^{n}:s\mapsto \mathbf {k} (s)}
Parametrisering door booglengte wil zeggen dat de lengte van de vectorafgeleide {\displaystyle \mathbf {v} (s)=\mathbf {k'} (s)}, de snelheidsvector, steeds 1 bedraagt. De versnelling {\displaystyle \mathbf {a} }, dat is de afgeleide van {\displaystyle \mathbf {v} }, dus {\displaystyle \mathbf {a} =\mathbf {v} '}, staat steeds loodrecht op {\displaystyle \mathbf {v} } zelf. Als de versnelling voor een bepaalde waarde van de parameter {\displaystyle s} gelijk is aan de nulvector, dan is het krommingsmiddelpunt op die plaats van de kromme niet gedefinieerd. Men zegt soms dat de kromtestraal oneindig bedraagt. In elk ander geval ligt het krommingsmiddelpunt {\displaystyle P}, gezien vanaf positie {\displaystyle \mathbf {k} }, in de richting van de versnelling {\displaystyle \mathbf {a} } op een afstand die het omgekeerde is van de grootte van {\displaystyle \mathbf {a} }:
{\displaystyle P(s)=\mathbf {k} (s)+{\mathbf {a} (s) \over |\mathbf {a} (s)|^{2}}=\mathbf {k} (s)+{\mathbf {k} ''(s) \over |\mathbf {k} ''(s)|^{2}}}

## Berekening
De volgende formule is geldig voor een willekeurige differentieerbare kromme in het vlak waarvan de snelheidsvector niet nul wordt, een zogenaamde reguliere vlakke kromme. Noteer {\displaystyle x(s)} en {\displaystyle y(s)} voor de coördinaten van de kromme ten opzichte van een orthonormale basis van het vlak. Noteer {\displaystyle p(s)} en {\displaystyle q(s)} voor de coördinaten van het krommingsmiddelpunt ten opzichte van diezelfde basis. Dan geldt
{\displaystyle p(s)=x(s)-y'(s)\ {x'(s)^{2}+y'(s)^{2} \over x'(s)y''(s)-y'(s)x''(s)}}
{\displaystyle q(s)=y(s)-x'(s)\ {x'(s)^{2}+y'(s)^{2} \over x'(s)y''(s)-y'(s)x''(s)}}
De afstand tussen het punt {\displaystyle {\big (}x(s),y(s){\big )}} op de kromme en het krommingsmiddelpunt {\displaystyle {\big (}p(s),q(s){\big )}} bedraagt
{\displaystyle {\left(x'(s)^{2}+y'(s)^{2}\right)^{3/2} \over |x'(s)y''(s)-y'(s)x''(s)|}}
en is gelijk aan de kromtestraal. De uitdrukking in de noemer wordt nul dan en slechts dan als de versnelling evenwijdig met de snelheid loopt en dat geval is de kromtestraal oneindig.
De bovenstaande formules voor het krommingsmiddelpunt kunnen tot de overeenkomstige formules voor expliciete functies worden vereenvoudigd van één variabele {\displaystyle y=f(t)} en impliciete functies van één variabele {\displaystyle f(x,y)=0}:
{\displaystyle p=x-y'\ {\frac {1+y'^{2}}{y''}}}
{\displaystyle q=y+{\frac {1+y'^{2}}{y''}}}
waarin {\displaystyle (x,y)} het punt op de kromme is, waar het krommingsmiddelpunt wordt berekend. Deze formules volgen direct uit het feit dat een expliciete functie {\displaystyle y=f(x)} als een functie kan worden beschouwd in parametervorm {\displaystyle x=x(s),y=y(s)}, waarop de algemene formules kunnen worden toegepast, waarbij dan {\displaystyle x'(s)=1} en {\displaystyle x''(s)=0}.